# Silvia Ranalli
Silvia Ranalli (Torrice, 1º settembre 1960) è un soprano italiano.

## Biografia
Avviata all'educazione canora dal padre, si diploma in canto lirico al Conservatorio di Frosinone nel 1981, mentre tre anni dopo si laurea in Architettura all'Università "La Sapienza" di Roma.
Qualche anno dopo, nel 1985, si unisce in matrimonio con Mauro Paris, pianista, figlio del primo direttore del Conservatorio di Frosinone, Daniele Paris. Nel 1990 nasce la figlia Laura.
Ha debuttato con la Turandot (nel ruolo della schiava Liù) e l'Aida a Caracalla. Vincitrice di numerosi concorsi internazionali, perfeziona e affina la tecnica vocale prima con Renata Tebaldi, successivamente con Antonietta Stella.
Nel 1987 viene premiata presso l'Università "La Sapienza" di Roma con medaglia d'oro "Foyer des Artistes" - Centro Internazionale di Cultura, Arte e Scienza "... per aver manifestato una grande professionalità ed una particolare sensibilità artistica nell'interpretare personaggi primari delle maggiori opere liriche del melodramma italiano".
Nel 1991 è vincitrice del Concorso Internazionale per Voci Liriche "G.L. Volpi".
Ha tenuto molti concerti in diversi stati: Germania, Svizzera, Argentina, Spagna, Colombia, Palm Beach, e collaborato con la RAI per diverse trasmissioni radiofoniche. Ha collaborato con il Teatro dell'Opera di Roma sempre nei ruoli principali in Manon Lescaut di Puccini e Adriana Lecouvreur di Cilea.
Attualmente, dopo aver svolto attività didattica presso i Conservatori di Benevento e Santa Cecilia di Roma, è docente di Canto lirico presso il Conservatorio di Frosinone.
Il 12 luglio 2015 l'Amministrazione Comunale di Frosinone, nell'ambito del Festival Nazionale dei Conservatori d'Italia, le ha conferito il Premio Speciale quale "Grande Eccellenza locale nel panorama lirico nazionale ed internazionale".

## Discografia
Ha inciso per RCA Le notti bianche di Franco Mannino con Renato Bruson, con voci recitanti Marcello Mastroianni e Anna Maria Guarnieri, eseguita in prima assoluta presso l'Accademia di Santa Cecilia di Roma. Per la RAI ha inciso Tosca con Giuseppe Taddei e Vincenzo La Scola, e successivamente un concerto lirico radiofonico natalizio.